# Oltner Tagblatt
Das Oltner Tagblatt ist eine Schweizer Tageszeitung für die Region Olten. Seit dem 1. Oktober 2018 wird es von CH Media herausgegeben. Zuvor gehörte es den AZ Medien.

## Unternehmensgeschichte
Die Zeitung wurde 1869 von Peter Dietschi als Volksblatt vom Jura gegründet. 1878 wurde der Name in Oltner Tagblatt geändert. Das Oltner Tagblatt ist somit unter dieser Bezeichnung die älteste Tageszeitung des Kantons Solothurn. Historisch und regional ist das Oltner Tagblatt auf die Region Olten/Gösgen/Gäu des Kantons Solothurn ausgerichtet.
Chefredaktor war bis Ende 2019 Beat Nützi, gefolgt von Balz Bruder. Nach dessen Tod im 2021 wurde die Redaktion interimistisch von Urs Mathys geleitet. Im November 2021 übernahmen Lucien Fluri und Sven Altermatt die journalistische Leitung. Auf sie folgte am 1. November 2024 Eva Berger. 1908 bis 1918 war der spätere Bundesrat Walther Stampfli verantwortlicher Redaktor.
Seit 2002 bezieht das Oltner Tagblatt zusammen mit der Aargauer Zeitung, der Limmattaler Zeitung, der Solothurner Zeitung, dem Grenchner Tagblatt, der bz – Zeitung für die Region Basel und dem Zofinger Tagblatt den Mantel Nordwestschweiz (früher Mittelland-Zeitung und az Nordwestschweiz), der in Aarau hergestellt wird.
Von September 2007 bis Februar 2017 erschien die Sonntagszeitung Schweiz am Sonntag (bis 2013 Sonntag) als siebte Ausgabe der Nordwestschweiz und damit des Oltner Tagblatts. Seit dem 4. März 2017 gibt die Nordwestschweiz samstags für die Zeitungen des Verbundes eine ausgebaute Wochenendausgabe unter dem Namen Schweiz am Wochenende heraus.
2018 brachten die AZ Medien das Oltner Tagblatt und die übrigen in ihrem Besitz stehenden Blätter des Verbundes Nordwestschweiz in das mit der NZZ-Mediengruppe gegründete Medienunternehmen CH Media ein. Dieses umfasst zudem die Regionalzeitungen der NZZ-Mediengruppe St. Galler Tagblatt und Luzerner Zeitung sowie die Radio- und TV-Stationen beider Unternehmen und weitere Geschäftsteile. Die Betriebsaufnahme von CH Media erfolgte am 1. Oktober 2018.
Im Januar 2021 modernisierte CH Media die digitalen Newsportale all ihrer Zeitungstitel, so auch des Oltner Tagblatts. Im Zuge dieses Relaunches wurden Gemeindeseiten eingeführt und ein Bezahlmodell für Onlineinhalte etabliert. Das Nachrichtenportal des Oltner Tagblatts ist unter oltnertagblatt.ch erreichbar und verzeichnete im Jahr 2024 durchschnittlich 48'000 Unique Users pro Monat.